# Sidonia Drăgușanu
Sidonia Drăgușanu (numele la naștere: Drăgușeanu; n. 4 august 1908, București – d. 3 mai 1971, București)  a fost prozatoare, jurnalistă și autoare dramatică, a scris numeroase romane, nuvele, piese de teatru și cărți pentru copii. 

## Biografie
S-a născut la București, în familia lui Leon Drăgușeanu (managerul unui spital bucureștean) și a Matildei (n. Demetrescu la 4 mai 1886 - m.31 ian 1974). În perioada 1919-1932 a urmat cursurile Institutului francez „Choisy-Mangâru”.
A debutat ca jurnalistă în revista Reporter (1933), iar ca prozatoare cu romanul Într-o gară mică (1934), fiind premiată pentru „Cel mai frumos roman de adolescență” de Editura Cugetarea. 
A fost redactor la revista Femeia și căminul (1945-1949), unde a avut o rubrică permanentă intitulată „Cafeluțe”, și a dat sfaturi de viață cititorilor sub pseudonimul „Catrinel”. A colaborat cu revista Femeia (1949-1950), cu ziarul România liberă (1948-1950); a fost redactor, apoi redactor-șef la Editura de Stat pentru Literatură și Artă (1951-1955). A mai colaborat cu publicațiile Cuvântul liber, Dimineața, Adevărul, Dimineața copiilor etc. A avut o bogată activitate la Radiodifuziunea Română, contribuind cu scenete, scenarii radiofonice etc. și, din 1956, la Televiziunea Română, unde timp de mai mulți ani a susținut rubrica „Curierul inimii".
A avut și o bogată activitate dramatică, fiind deopotrivă autoare de piese de teatru, jucate pe scenele din București și din țară, dar și critic teatral: Seara răspunsurilor (1958); Fiicele (1963); Valsul (1963); Zizi și formula ei de viață (1964); Întâlnire cu îngerul (1965); Jocul adevărului (1966); Necunoscuta și cei patru cavaleri, muzical, (1969); Comisarul, în colaborare cu Ana Rubinstein, (1971) (versiune maghiară, Târgu Mureș, 1973); Sentimente și naftalină (1980)
Până în 1971, când a murit, a publicat patru romane și opt cărți pentru copii.
A tradus din Honoré de Balzac, Henrik Ibsen, Anna Seghers, Émile Zola, Wanda Wasilewska ș.a.
A fost căsătorită cu poetul și scriitorul Miron Radu Paraschivscu în perioada 1945-1950. Nu a avut copii.
Sidonia Drăgușanu face parte din promoția literară a „fetelor rele“, emancipate și feministe, din interbelic, o promoție salutată de Eugen Ionescu, într‑un articol publicat în 1935, pe un  ton empatic, din care nu lipsește însă grăuntele de ironie benignă: „Nu mai avem […] scriitori tineri, dar avem fete, numai fete, școli de fete, interioritate de fete, fete amoroase, fete studente, înainte, fetelor! Să faceți cultură și bucătărie! Și iată bucătăria devenind salon cultural: Erastia Peretz, Anișoara Odeanu, Lucia Demetrius, Yvonne Rossignon, Sidonia Drăgușanu, Marta Rădulescu, Coca Farago, Elena Eftimiu etc., etc.“
În scrierile ei, Sidonia surprinde feminitatea într-o multitudine de ipostaze, căci, în ciuda feminismului ei, mai mult implicit decât explicit, Sidonia Drăgușanu nu idealizează, nu transformă femeia într-o victimă inocentă a violențelor masculine, e o analistă obiectivă a „misterului feminin“, cu luminile și umbrele lui. În același timp, portretele masculine sunt aproape la fel de diverse. Bărbații sunt în general nestatornici, câteodată tiranici, adeseori vanitoși. Scriitura Sidoniei Drăgușanu, fie că e vorba despre romane, nuvele sau piese de teatru, tratează cu umor și detașare eterna poveste de cuplu, cu munții și văile ei.

## Opera
A debutat în 1934 ca romancieră în urma unui concurs organizat de Editura Cugetarea, la care participă alături de alți  șaizeci de autori (unii consacrați) și obține premiul pentru „Cel mai frumos roman de adolescență“. Apărut în 1934, romanul Într-o gară mică ne dezvăluie însă o prozatoare mai puțin „îndrăzneață“ decât multe dintre colegele sale de generație, un  suflet „sentimental“, care proiectează, pe fundalul unei atmosfere patriarhale, povestea prieteniei dintre două adolescente. Romanul aducea în epocă un alt ton în literatura care are ca subiect vârsta adolescenței. Tentația de a-l compara cu proza cu subiecte similare a lui Ionel Teodoreanu (apăruse ciclul La Medeleni) nu e exagerată tocmai pentru a vedea diferența. Acolo, într-o construcție amplă, se impun mai ales natura poetică și umbra puternică a sentimentalismului scriitorului. La Sidonia prevalează o proză mai obiectivă, nu neapărat rece, dar care se eliberează de excesul sentimental, pentru a rămâne mai direct în cadrul observației psihologice, așa cum se va întâmpla peste ani și în Jurnalul Aurorei Serafim. Romanul „de adolescență” al Sidoniei Drăgușanu depășește cadrul patriarhal, de la care eventual ar porni (personajul Luiza, tânăra dintr-o gară mică). Două tipuri distincte de adolescente în pragul bacalaureatului, răsfățata Dudu, căreia viața îi oferise pe tavă confortul, și taciturna Luiza, marcată de o existență apăsătoare, plină de privațiuni în micul oraș de provincie, devenite prietene grație hazardului, împletesc o narațiune care nu se abate de la ritmul ei firesc. Dragostea pentru același bărbat, potențial motiv de tulburare, este tratată însă dintr-o perspectivă plină de discreție și măsură.
Romanul Într-o gară mică a fost republicat în 2017 de familia scriitoarei, într-o încercare de restituire către public a memoriei acesteia.
După război, ca și colega ei de generație Lucia Demetrius, Sidonia Drăgușanu se reorientează spre dramaturgie; va fi autoarea câtorva dintre piesele de succes, dovedind capacitatea de a trece cu nonșalanță de la un registru dramatic la altul. Astfel, Fiicele (1963) este o analiză gravă a relațiilor de familie, în Zizi și formula ei de viață (1964) sunt combinate ingenios, în stil Baranga, poncifele epocii și mijloacele comediei bulevardiere, Sentimente și naftalină (1980) este – după cum aprecia cunoscutul regizor Mihai Berechet – „ o satiră tristă, o comedie antisentimentală, […] o parabolă tristă cu foste trăiri“.
În 1946 publică romanul Una din noi e de prisos (sub pseudonimul Catrinel, pe care-l consacrase în pagina specială din Femeia și căminul, în care le răspundea la scrisori cititorilor), iar viața ei sentimentală e marcată de căsătoria cu Miron Radu Paraschivescu, cu care a avut o relație tensionată din cauza lipsei de reciprocitate (drama femeii care iubește, dar nu este iubită), reflectată în cunoscutul jurnal al scriitorului, Jurnalul unui cobai. Romanul este bine primit, fiind scris într-un stil epistolar, o conversație de câțiva ani între două colege de pension, care poartă cititorul prin istoria interbelică și postbelică a României, făcându-l părtaș la micile drame feminine pe fundalul marilor drame naționale.
Sidonia avea 38 de ani, făcea presă de mai bine de un deceniu și ținea săptămânal una dintre cele mai apreciate rubrici din revista Femeia și Căminul. O pagină de suflete pe tavă, mângâiate, oblojite, răsfățate, sfătuite de „Catrinel”, pseudonimul sub care avea să publice și cartea de față. Pagina se numea „Spune-mi secretul tău”. Cititoarele erau îndemnate să-și trimită dilemele sau frământările sentimentale pe adresa redacției, iar Catrinel (Sidonia Drăgușanu) le răspundea cu empatie, înțelepciune, uneori severă, alteori cu fin umor. Catrinel devenise, în numai câțiva ani de existență a rubricii, un nume cunoscut și apreciat, așa încât Sidonia a preferat să-și publice cel de-al doilea roman sub acest pseudonim.
Volumul a fost bine primit de public, a beneficiat de „reclamă” chiar în pagina de lucru a lui Catrinel, din revista „Femeia și căminul”, în vara lui 1946: „Orice femee se va recunoaște și se va regăsi, cu toate problemele ei sentimentale, în eroina romanului UNA DIN NOI E DE PRISOS, de Catrinel” – titra ziarul. Succesul „de casă” al primei ediții a fost urmat, în 1947, de o ediție a doua anunțată triumfător de Editura Vatra, chiar pe copertă.
Dar în ciuda succesului la public, se pare că secretul identității lui Catrinel a rămas bine păstrat până după moartea Sidoniei. Într-un ziar din 1971, la poșta redacției („Curier săptămânal”) era publicată scrisoarea doamnei „Tutti din Arad” care își amintea că în urmă cu 26 de ani, în 1945, îi scrisese lui Catrinel despre cum reușise ea să-și despartă soțul de amantă, iar Catrinel i-a publicat scrisoarea și i-a și răspuns într-o manieră care i-a rămas doamnei la suflet. Publicând scrisoarea cititoarei, ziaristul Mihai Stoian a dezvăluit cu această ocazie și cine se ascundea în spatele pseudonimului Catrinel: „Țin să-mi fac o datorie de onoare în a vă spune că, sub semnătura Catrinel de odinioară, se ascundea scriitoarea de mare sensibilitate și profundă omenie (prematur stinsă din viață în primăvara aceasta), talentată autoare dramatică și prozatoare, Sidonia Drăgușanu. Cred că pot considera rândurile dumneavoastră drept cel mai prețios omagiu adus muncii — de decenii — și harului real, al regretatei scriitoare.”
În seria reeditărilor începute de familie în 2017, și romanul Una din noi e de prisos este reeditat, în 2019, ajungând astfel la a treia ediție de la lansarea din 1946.
Cel de-al treilea roman, Jurnalul Aurorei Serafim, publicat în 1957, este unul de trăire psihologică și de expunere curajoasă a unor realități sociale din tulburii ani 50, de instaurare a comunismului și ai moralei proletare. Cartea vorbește despre copii abandonați, violența în familie, sărăcie și promiscuitate, mortalitate la naștere, conformism și ipocrizie. Toate în minunata lume nouă comunistă din România. Autoarea este o observatoare lucidă a caracterelor, sondând cu rezultate mai mult decât notabile viața lăuntrică a personajelor și cadrul social în care ele evoluează. Jurnalul Aurorei Serafim (1957), republicat în 2018 la Editura Hoffman, cu marcarea pasajelor inserate la cererea cenzurii, este o lectură agreabilă, incitantă și astăzi, pentru că autoarea a avut îndemânarea de a construi chipuri viabile oricând, prin observația de natură psihologică, dincolo de chenarul epocii. Se poate de altfel vedea că acele pasaje nu distonează și nu fac ca romanul să alunece în tezism.
Scris la persoana întâi, sub forma unui jurnal al tinerei educatoare Aurora Serafim, romanul, de succes la data apariției, este o poveste de dragoste și în egală măsură o radiografie socială. Orfană de tată, abandonată de mamă, Aurora Serafim crește într-o atmosferă austeră, puțin stimulativă. O primă experiență de viață, ratată (iubirea pentru un pictor, un bărbat superficial în sentimente și agresiv), abandonarea studiilor la facultatea de arte plastice o marchează puternic.
Aurora Serafim, educatoare la un cămin de zi, își găsește refugiul în universul copilăriei, căruia i se dedică cu pasiune și delicatețe. Retractilă, prudentă, lipsită de simțul aventurii, pare mai degrabă retrasă din viața socială, dirijându-și energia exclusiv copiilor. Așa încât opțiunea sentimentală din final – pentru tânărul medic pediatru Horia Mihail, coleg de serviciu, în defavoarea inginerului constructor, ai cărui băieți gemeni îi fuseseră încredințați la grădiniță, el însuși marcat de o tragedie de familie – este firească: Horia înseamnă pentru Aurora Serafim, readucerea la viață, „un cântec nou”, care, departe de a avea „stridența veseliei”, este o formă de regăsire a echilibrului sufletesc.
Romanul Jurnalul Aurorei Serafim a fost ecranizat în 1987. Filmul Să-ți vorbesc despre mine (regia: Mihai Constantinescu) i-a avut în rolurile principale pe Ioana Crăciunescu, Gabriela Popescu, Gheorghe Dinică, Emil Hossu.
Al patrulea roman, Dragoste rea (1960) avea să fie și ultimul, după care s-a dedicat în întregime teatrului și cărților pentru copii.
În 1974 a fost publicat postum volumul de nuvele Doamna cu ochelari negri, care constituie opera de rezistență a prozatoarei, în opinia criticului Octavian Soviani, așa cum Sentimente și naftalină reprezintă punctul „de vârf“ al teatrului semnat de Sidonia Drăgușanu. Volumul a fost reeditat în 2017 și 2018 de familia scriitoarei.
Volumul Doamna cu ochelari negri este relativ unitar din punct de vedere tematic: majoritatea nuvelelor scriitoarei sunt radiografii ale cuplului, mici „fiziologii“ (în sensul pașoptist al cuvântului) ale feminității, surprinsă la vârste diverse, de  la adolescență (Batista roșie) și până la maturitatea marcată de angoasa îmbătrânirii (Gelozie). Mediile investigate sunt și ele la fel de diverse: „lumea bună“ a interbelicului, „mica burghezie“ comunistă,  mediile  proletare (Halatul) cu mijloacele lor violente de persuasiune: „Eu am lăsat-o cheală pe una care, tot așa, a vrut să-mi ia bărbatul! Un fir de păr nu i-a rămas în cap! Bărbatu-meu a sărit să ne despartă, m-a lovit cu picioru-n gleznă, dar când a văzut că aia se repede să dea și ea în mine, odată i-a pus mâna în piept și s-a holbat la ea: Fă! În nevastă-mea n-am voie să dau decât eu!“.
Cartea e prin urmare, un fel de „insectar“ al feminității, în care alături de fluturi întâlnim și coropișnițele sau gândacii de bucătărie. Colecția impresionează prin varietate: femeia cinică, lipsită de scrupule și de sentimente (Cinci garoafe roz), „femeia de casă“ și femeia întreținută (prezentate antitetic, dar fără părtinire și predică moralizatoare în Halatul roșu), soția care își duce devotamentul față de partener până la autosacrificiu, în contrast cu „vampa“ și „scorpia“ (Marea pasiune), nevasta cicălitoare (Adevărul! Dar se poate suporta), soția maternă și „înțeleaptă“, dispusă să închidă ochii la micile derapaje ale partenerului, în antiteză cu seducătoarea de duzină (Of, băiețaș!!!), și în cele din urmă femeia-mister, în jurul căreia scriitoarea izbutește să creeze o atmosferă de tulbure și provocatoare stranietate (Doamna cu ochelari negri).
În 2020, volumul Doamna cu ochelari negri este publicat în italiană, La signora dagli occhiali neri, la editura Elliot, în traducerea doamnei Luisa Valmarin, profesoară la Universitatea Sapienza din Roma. Este marcată astfel prima traducere într-o limbă străină a scrierilor Sidoniei Drăgușanu.

## Stilul literar
Sidonia și-a dezvoltat un stil lejer, dar înțepător, cu ironii fine și aluzii ce uneori puteau trece drept „șopârle” la adresa regimului comunist. Stilul și nișa literară pe care s-a manifestat i-au asigurat un succes la public greu de digerat de breaslă. „Succesele ei în simpatia publicului i-au fost greu iertate de confrați, de cei care o judecau și pe ea și îi judecau și opera… Mulți necunoscând-o, îi înțelegeau opera greșit. Nu reușeau să descifreze dincolo de aparențele, de tonalitățile gingașe, de voitele delicateți, adresa precisă a cinismului ei funciar, șfichiul de mătase cu care biciuia moravuri vechi în culcușuri noi și moi. Țintuia totul cu un zâmbet amabil de persoană<binecrescută>, dar în mâna înmănușată ținea un bisturiu.(…) A preferat întotdeauna micile adevăruri, dar cu miză etică mare.<Sentimente și naftalină> sunt o satiră tristă, o comedie antisentimentală, în cazul în care sentimentele sunt retrograde, o parabolă tristă cu foste trăiri”, scria Mihai Berechet (actor și regizor) în cronica celebrei piese a Sidoniei, Sentimente și naftalină, jucată la Teatrul Nottara în anii 80.
„Scriitoare cu o certă vocație de moralistă, pe care are însă bunul-gust să nu o ostenteze niciodată, autoare de „figurine“ lovinesciene conturate cu o bună siguranță a liniilor, scriitoarea se dovedește un fel de Madame Tussaud  a cărei specialitate e viața de cuplu, cu crizele sale caracteristice. Proza ei e cursivă, vioaie și, la treizeci și cinci de ani de la moartea autoarei, se dovedește încă actuală și plină de vitalitate.”, scrie criticul Octavian Soviani în Observatorul cultural.

## Viața personală
Lucia Demetrius, poetă din cenaclul Sburătorul al lui Lovinescu și prietenă timp de 40 de ani cu Sidonia, își amintea viața ei grea de dinainte și din timpul războiului când, „ca ziarist, nefiind afiliat la niciunul din partidele burgheze, alergai cu articolul greu de plasat și prost plătit la redacțiile pe care le socoteai mai puțin corupte. Uneori traiul de toate zilele îi punea probleme greu de dezlegat. Totuși le făcea față cu o încredere, seninătate și forță interioară care n-au lăsat-o să plece fruntea, să lunece în disperări uneori justificate și care vremelnic ne îngenunche pe fiecare dintre noi. Avea un humor care n-o părăsea niciodată, neașteptat, original, gâlgâitor care izbucnea în fața fiecărei împrejurări. Oh, cum știa să râdă Sidonia! Și cum râdeai împreună cu ea! Humorul ei nu era mușcător, nici ironic măcar, făptura asta n-a cunoscut răutatea, a fost totdeauna generoasă sufletește, generoasă material chiar în perioadele de aprigă sărăcie – humorul ei era năzdrăvan, spontan, o asociere surprinzătoare de noțiuni, de cuvinte, de idei, care avea uneori gingășie, alteori grotesc, dar era întotdeauna irezistibil. Sidonia Drăgușanu a fost pentru prietenii ei ca iarba de leac.”
Mai mult decât o jurnalistă și scriitoare, Sidonia pare să fi fost și o activistă, chiar dacă spre deosebire de Miron Radu Paraschivescu și alți contemporani de-ai lor nu a fost sedusă de ideile comunismului. Valeriu Sârbu, un poet și dramaturg contemporan cu Sidonia, dedicat teatrului radiofonic, scria că adesea Sidonia nu se limita la a da sfaturi cititoarelor sale, ci se implica și în rezolvarea vreunui caz mai complicat. Sârbu povestea că a văzut-o pe Sidonia intervenind într-o eroare judiciară și obținând câștig de cauză pentru pretinsul împricinat. Nu în calitate de avocat, ci scriind, bătând la numeroase uși, convinsă că adevărul trebuie scos la lumină și ignorând legea nescrisă care spune că scriitorul trebuie să stea detașat de lucruri, ca să le poată privi și scrie cu luciditate. „Credea mai mult în viață decât în gloria operei!”, a conchis Sârbu.
„Râdea 59 de minute pe oră. Când deschidea ușa la noi înăuntru năvălea un regiment de glume și un vagon de vin tonic. Coridoarele îmbâcsite de cerneală și fum se albeau de chiote, fluturi, duhuri chicotitoare. Era ca o copcă într-o apă mare, înghețată bocnă. În marea de oameni cu broboade, căciuli, Sidi era fără căciulă, fără broboadă, îmbrăcată ca de primăvară și ne întreba: de ce nu vi se văd ochii, de ce nu vă scoateți broboadele? De ce sunteți atât de vineți și de încruntați?”– așa și-o amintea Ecaterina Oproiu, ziaristă la România liberă în vremea când Sidonia/ Catrinel lucra la „Femeia și căminul”, unde „povățuia femeile cum să-și oblojească rănile din dragoste”.
Umorul Sidoniei era tonic fără îndoială, însă el ascundea poate mici sau mari nefericiri, neîmpliniri personale. Viața sentimentală a Sidoniei s-a înscris perfect în eșantionul reprezentativ al cititoarelor sale: iubiri refuzate, iubiri consumate, trădări și suferințe. Legendele urbane ale vremii vorbeau despre o pasiune mistuitoare pe care o făcuse scriitorul Ion Vinea pentru „frumusețea flamandă” a Sidoniei Drăgușanu, după cum scrie Constantin Țoiu în „România literară”. Vinea fondase în anii 20-30 revista „Contimporanul”, care susținea valul avangardist de scriitori. N-au rămas prea multe urme ale acestei pasiuni, în afara câtorva mai degrabă anecdote de folclor. Sidonia, refuza cu îndărătnicie să-i cadă în brațe, deși o legendă spune că într-o iarnă geroasă, când o condusese acasă, Vinea ar fi rămas mai bine de un ceas în fața ferestrelor ei, iar ea, când l-a găsit așa nins și înghețat, l-a invitat în casă.
Dacă nu i-a împărtășit pasiunea lui Vinea, Sidonia a preferat să-și trăiască propria pasiune fără șanse, dragostea pentru Miron Radu Paraschivescu, poet comunist în ilegalitate, apoi contestatar al comunismului după instaurare. Sidonia l-a cunoscut în 1942, când erau colegi la unul din nenumăratele ziare la care colaborau amândoi în epocă. „Sidonia pe care am întâlnit-o și cu care îmi descopăr împreună <le sens de ma propre vie>, nu prin munca noastră – comună – ci tocmai prin răgazul, prin vacanța noastră, atunci când amândoi nu facem nimic. Cât de rare și mizerabile în fond sunt amorurile care (se) nasc între „colegii” de muncă, între camarazii de breaslă. Bărbatul ca și femeia care muncesc laolaltă se simt reciproc degradați și urâți unul în fața altuia. Tocmai fiindcă nu sunt ei, sau fiindcă n-au știut să fie ei înșiși, osebit de munca pe care o fac.”, nota Miron în jurnalul personal, un document de o sinceritate dureroasă, care a fost publicat inițial în Franța, după moartea autorului, sub titlulJurnalul unui eretic („Journal d’un heretique”, 1976).
Relația Sidoniei cu Miron a pornit din start ca o camaraderie și așa a rămas până la moarte, deși probabil mai mult datorită dragostei pe care ea i-o purta au fost și căsătoriți, din 1945 până în 1950.
Sidonia Drăgușanu a murit într-un salon al Spitalului Elias, la 3 mai 1971, la două luni după ce în același spital se stinsese tot de cancer și Miron Radu Paraschivescu, cu care păstrase o prietenie strânsă și după divorț.
Opera ei este reeditată de familie, începând din 2017, când au fost republicate: Într-o gară mică, Doamna cu ochelari negri și Moața, Creața și Grasu la bal. În 2018 a fost reeditat Jurnalul Aurorei Serafim. În 2019 sunt programate să apară cartea pentru copii O javră, un câine și un copil și romanul Una din noi e de prisos.

## Romane și nuvele
- Într-o gară mică, roman, București, 1934;
- Una din noi e de prisos, (sub pseudonimul Catrinel), București, 1947;
- Jurnalul Aurorei Serafim, roman, București, 1957;
- Dragoste rea, roman, București, 1960;
- Doamna cu ochelari negri, nuvele, București, 1974;

## Teatru
- Seara răspunsurilor, teatru, București, 1958;
- Dragoste rea, roman, București, 1960;
- Fiicele, teatru (litografiat), București, 1963;
- Zizi și formula ei de viață, teatru, București, 1964;
- Întîlnire cu îngerul, teatru, București,1965;
- Jocul adevărului, teatru, București, 1966;
- Necunoscuta și cei patru cavaleri, muzical, 1969;
- Comisarul, în colaborare cu Ana Rubinstein, 1971 (versiune maghiară, Târgu Mureș, 1973);
- Sentimente și naftalină, teatru, București, 1980.

## Cărți pentru copii
- Moața, Creața și Grasu la bal, ilustrații de Magdalena Rădiilescu și Siegfrid, București, 1945;
- Cu Țăndărică spre mările Sudului, București, 1946;
- O javră, un câine și un copil, București, 1947;
- Mia, Lia și Cuțache, București, 1947;
- Mache, rățoiul încălțat, București, 1952;
- Anișoara și Chiuș-Chiuș, București, 1955;
- Paznicul florilor, București, 1955;
- Hoțul din grădină, București, 1955;
- Părinți și copii, (în colaborare cu Adriana Kiselef și Tania Lovinescu), București, 1957;

## Traduceri
- S. Baruzdin, Svetlana, în colab. cu E. Bandrabur, București, 1954;
- Brody S., Invățătoarea, în colab. cu Karin Rex, București, 1958;
- P. Courtade, Pianul, București, 1959;
- J. Larii, Uimitoarele peripeții ale lui Karik și ale Valiei, în colab. cu Eya Szilâgyi, București, 1960;
- Wanda Wasilewska, În lupta cea grea, în colab. cu Maria Sîrbu, București, 1960;
- Vl. Braghin, În țara codrilor de iarbă, în colab. cu Eva Szilagyi, București, 1962;
- E. Zola, Atacul de la moară, Editura: Pt. literatură universală, București, 1963;
- Balzac, Teatru, în colab. cu Polixenia Karambi, N. N. Condeescu și Al. Mirodan, București, 1964;
- H. Ibsen, Un dușman al poporului în colab. cu N. Filipovici, în vol. Teatru, II, București, 1966;
- H. Ibsen, Femeia mării, în colab. cu FI. Murgescu;
- H. Ibsen, Hedda Gabler. Constructorul Solness, în colab. cu Maria-Alice Botez, în vol. Teatru, III, București, 1966;
- Anne Philipe, Doar un suspin, București, 1967.
- M. Husein, Comisarul, în colab. cu Ana Rubinstein, București, f.a.;